# Miroslav Baotić
Miroslav Baotić (Kostrč, Orašje, 3. ožujka 1948. – Zagreb, 6. travnja 1970.), pjesnik.
Osnovnu školu završio je u rodnom mjestu, gimnaziju u Visokom, novicijat u Kraljevoj Sutjesci, godinu filozofsko-teološkog studija na Franjevačkoj teologiji u Sarajevu.  
Za kratkog života nije uspio objaviti niti jednu knjigu. Posmrtno mu je objavljeno dvadesetak pjesama pod naslovom: Nemirni drvoredi. Dnevnik Posljednji drhtaji srca o četrdeset bolničkih dana još je u rukopisu.